# Jon Barwise
Kenneth Jon Barwise (* 29. Juni 1942 in Independence (Missouri); † 5. März 2000 in Bloomington, Indiana) war ein US-amerikanischer Mathematiker und Philosoph, der sich mit mathematischer Logik beschäftigte.

## Leben und Wirken
Barwise studierte Mathematik an der Yale University, wo er 1963 seinen Bachelorabschluss machte, und promovierte 1967 bei Solomon Feferman an der Stanford University mit der Arbeit Infinitary Logic and Admissible Sets (außerdem studierte er dort bei Dana Scott). Danach war er Assistant Professor an der Yale University und der University of Wisconsin–Madison. 1974 erhielt er ein Forschungsstipendium der Alfred P. Sloan Foundation (Sloan Research Fellowship). Ab 1983 war er Professor für Philosophie an der Stanford University, wo er Mitgründer und erster Direktor des „Center for the study of language and information“ war und Direktor des Symbolic Systems Program, ein interdisziplinäres Studienprogramm, das Informatik, Linguistik, Logik und Kognitionswissenschaft umfasste. Für Beiträge auf diesem Gebiet wurde 2001 der K. Jon Barwise Award gestiftet. Ab 1990 war er Professor für Philosophie, Informatik und Mathematik an der Indiana University in Bloomington. Außerdem war er Gastprofessor an der Universität Oxford, der UCLA und am Center for Advanced Study in the Behavioral Sciences in Stanford. 1999 wurde bei ihm Darmkrebs diagnostiziert.
1992 wurde er Ehrendoktor der University of Pennsylvania. 1997 erhielt er mit John Etchemendy die EDUCOM-Medaille für ihre Neuerungen im Unterricht der Logik. 1999 wurde er in die American Academy of Arts and Sciences gewählt. 2000 war er Gödel-Lecturer, konnte den Vortrag aber nicht mehr halten. 1974 war er Invited Speaker auf dem Internationalen Mathematikerkongress in Vancouver (Admissible Sets and Interaction of Model Theory, Recursion Theory and Set Theory).
Barwise ist bekannt als Autor neuartiger Logik-Lehrbücher, zusammen mit John Etchemendy. Er befasste sich mit Logik formaler Sprachen (Infinitary Logic, das heißt unter Zulassung unendlich langer Sätze), Anwendungen der Logik in der Sprache (wie Situationssemantik) und allgemein mit dem Prozess des Informationsflusses in komplexen Systemen (wie Sprache oder Computern). Bei seiner Behandlung des Lügner-Paradoxons (dem Phänomen der Vicious Circles, der zirkulären Schlüsse) bediente er sich der Non well founded set theory des britischen Logikers Peter Aczel.
Ihm zu Ehren ist der Barwise-Preis benannt.

## Schriften
- Admissible Sets and Structures. An Approach to Definability Theory. Springer, Berlin u. a. 1975, ISBN 3-540-07451-1.
- mit John Perry: Situations and Attitudes. MIT Press, Cambridge MA 1983, ISBN 0-262-02189-7 (Deutsch: Situationen und Einstellungen. Grundlagen der Situationssemantik. de Gruyter, Berlin u. a. 1987, ISBN 3-11-010425-3).
- mit John Etchemendy: The Liar. An Essay in Truth and Circularity. Oxford University Press, New York NY u. a. 1987, ISBN 0-19-505944-1.
- The Situation in Logic (= CSLI Lecture Notes. 17). Center for the Study of Language and Information, Menlo Park CA u. a. 1989, ISBN 0-937073-32-6.
- mit John Etchemendy: The language of first order logic (= CSLI Lecture Notes. 23). Center for the Study of Language and Information, Stanford CA 1990, ISBN 0-937073-59-8.
- mit John Etchemendy: Tarski’s World 3.0 (= CSLI Lecture Notes. 25). Center for the Study of Language and Information, Stanford CA 1991, ISBN 0-937073-67-9.
- mit John Etchemendy: Turing’s World 3.0 (= CSLI Lecture Notes. 35). Center for the Study of Language and Information, Stanford CA 1993, ISBN 1-881526-10-0.
- mit John Etchemendy: Hyperproof (= CSLI Lecture Notes. 42). Center for the Study of Language and Information, Stanford CA 1994, ISBN 1-881526-11-9.
- mit Lawrence Moss: Vicious Circles. On the Mathematics of Non-Wellfounded Phenomena (= CSLI Lecture Notes. 60). Center for the Study of Language and Information, Stanford CA 1996, ISBN 1-57586-008-2.
- mit Jerry Seligman: Information Flow. The Logic of Distributed Systems (= Cambridge Tracts in Theoretical Computer Science. 44). Cambridge University Press, Cambridge u. a. 1997, ISBN 0-521-58386-1.
- mit John Etchemendy: Language Proof and Logic. CSLI Publications u. a., Stanford CA u. a. 1999, ISBN 1-88911-908-3 (Deutsch: Sprache, Beweis und Logik. 2 Bände (Bd. 1: Aussagen- und Prädikatenlogik. Bd. 2: Anwendungen und Metatheorie.). mentis Paderborn 2005–2006, ISBN 3-89785-440-6 (Bd. 1), ISBN 3-89785-441-4 (Bd. 2).

als Herausgeber:
- The Syntax and Semantics of Infinitary Languages (= Lecture Notes in Mathematics. 72). Springer, Berlin u. a. 1968.
- The Handbook of Mathematical Logic (= Studies in Logic and the Foundations of Mathematics. 90). North Holland, Amsterdam u. a. 1977, ISBN 0-7204-2285-X.
- mit Solomon Feferman: Model-theoretic Logics. Springer, New York NY u. a. 1985, ISBN 0-387-90936-2.
- mit Gerard Allwein: Logical Reasoning with Diagrams. Oxford University Press, New York NY u. a. 1996, ISBN 0-19-510427-7.